# Hadralebra cabezuda
Hadralebra cabezuda är en insektsart som beskrevs av Ruppel 1959. Hadralebra cabezuda ingår i släktet Hadralebra och familjen dvärgstritar.
Artens utbredningsområde är Colombia. Inga underarter finns listade i Catalogue of Life.